# Хуан Карлос Масник
Хуан Карлос Масник (ісп. Juan Carlos Masnik, 2 березня 1943 — 23 лютого 2021) — уругвайський футболіст польського походження, який грав на позиції захисника. По завершенні ігрової кар'єри — тренер. Виступав, зокрема, за клуб «Насьйональ», а також національну збірну Уругваю.

## Клубна кар'єра
Народився 2 березня 1943 року. Вихованець клубу «Пеньяроль» (Мерседес), у футболці якого виступав у Терсера Дивізіоні. У дорослому футболі дебютував 1963 року виступами за команду «Насьйональ», в якій провів два сезони, взявши участь у 31 матчі чемпіонату. 
У 1965 році приєднався до «Серро», у складі якого виступав до 1967 року. У 1967 роцінетривалий період часу виступав за американський «Нью-Йорк Скайлайнерс». З 1968 по 1970 рік захищав кольори аргенинського клубу «Хімнасія і Есгріма», у футболці якого зіграв 88 матчів у національному чемпіонаті та відзначився 5-ма голами.
У 1971 році повернувся на батьківщину, де підсилив столичний «Насьйональ», за який виступав до 1974 року. У 1971 та 1972 роках разом з «Болсос» виграв чемпіонат Уругваю. У 1971 році разом з «Насьйоналем» виграв Кубок Лібертадорес, обігравши в фіналі аргентинський «Естудьянтес» (Хуан відзначився голом у третьому фінальному матчі (1:0), чим допоміг уругвайцям виграти вирішальний матч). У грудні 1971 року зіграв в обох фінальних матчах проти «Панатінайкоса» та допоміг клубу з Монтевідео виграти Міжконтинентальний кубок. Також виходив на поле в стартовому складі в липні та листопаді 1972 року в поєдинку Міжамериканського кубку проти мексиканського «Крус Асуль», чим допоміг «Насьйоналю» завоювати черговий трофей. У 1973 та 1974 роках залишався капітаном команди з Монтевідео.
Протягом 1975 року захищав кольори клубу «Нью-Йорк Космос», де зіграв 6 матчів у Північноамериканській футбольній лізі. Завершив кар'єру гравця в команді «Універсідад Католіка», за яку виступав протягом 1976—1978 років. У 22-ох матчах чилійського Прімера Дивізіону відзначився 2-ма голами

## Виступи за збірну
28 липня 1967 року дебютував у футболці національної збірної Уругваю в Лімі проти збірної Перу. У 1971 році разом зі Селесте поступився Чилі на Кубку Хуана Пінто Дурана. У 1973 році разом зі збірною Уругваю виступав на кубку Ліптона та кубку Ньютона. Протягом двох років носив капітанську пов'язку Селести. У складі збірної був учасником чемпіонату світу 1974 року у ФРН. На турнірі зіграв у матчах проти Нідерландів, Болгарії та Швеції. Саме матч проти Швеції, 23 червня 1974 року в Дюссельдорфі, став останнім у футболці національної команди.
Загалом протягом кар'єри у національній команді, яка тривала 8 років, провів у її формі 24 матчі. За іншими даними зіграв 28 матчів за збірну, а також 5 товариських матчів проти різних клубів.

## Кар'єра тренера
Розпочав тренерську кар'єру, повернувшись до футболу після невеликої перерви, 1984 року, очоливши тренерський штаб клубу «Насьйональ». У 1990-х роках виїхав до Сальвадору, де тренував декілька місцевих клубів: «Луїс Анхель Фірпо» (1990), ФАС (1992), «Атлетіко Марте» (1994) та «Альянса» (1996). Наразі останнім місцем тренерської роботи був клуб ФАС, головним тренером команди якого Хуан Карлос Масник був протягом 1999 року.

## Особисте життя
Окрім занять футболом, також досить успішно грав у баскетбол. На клубному рівні грав за «Еспарта де Мерседес», а також тричі ставав срібним призером чемпіонату департаменту Соріано.

## Досягнення

### Як гравця
«Насьйональ»
- Прімера Дивізіон Уругваю
  -  Чемпіон (6): 1963, 1971, 1972
  -  Срібний призер (2): 1965, 1974

- Кубок Лібертадорес
  -  Володар (1): 1971
  -  Фіналіст (1): 1964

- Міжконтинентальний кубок
  -  Володар (1): 1971

- Міжамериканський кубок
  -  Володар (1): 1971

### Як тренера
«Луїс Анхель Фірпо»
- Прімера дивізіон Сальвадору
  -  Чемпіон (1): 1988/89
  -  Срібний призер (1): 1989/90

ФАС
- Прімера дивізіон Сальвадору
  -  Чемпіон (1): 1999 (Клаусура)